# Deus vult
Deus vult е латински израз, който се превежда Бог го иска.
На Клермонския събор, папа Урбан II отправя с тези думи призив за започване на кръстоносен поход към събралото се множество на 27 ноември 1095 г. В превод на български изразът означава Бог го иска! 
Фразата е девиз на Ордена на Светия Йерусалимски Гроб Господен, католически военен орден.